# Cyclocephala
Genre
Cyclocephala est un genre d'insectes coléoptères de la famille des Scarabaeidae. Certaines espèces sont nuisibles pour l'agriculture car leur grosses larves souterraines s'attaquent aux cultures. Celles-ci sont localement recherchées pour la consommation humaine. 
Ce genre a été décrit pour la première fois en 1821 par Pierre François Marie Auguste Dejean (1780-1845), entomologiste français.

## Liste d'espèces
Selon ITIS (6 mars 2014) :
- Cyclocephala aravaipensis Ratcliffe, 1992
- Cyclocephala arenosa Howden & Endrödi, 1966
- Cyclocephala barrerai Martínez, 1969
- Cyclocephala borealis Arrow, 1911
- Cyclocephala caelestis Delgado & Ratcliffe, 1990
- Cyclocephala comata Bates, 1888
- Cyclocephala deceptor (Casey, 1915)
- Cyclocephala forcipulata Howden & Endrödi, 1966
- Cyclocephala freudei Endrödi, 1963
- Cyclocephala hirta LeConte, 1861
- Cyclocephala knobelae (Brown, 1934)
- Cyclocephala longula LeConte, 1863
- Cyclocephala lunulata Burmeister, 1847
- Cyclocephala lurida Bland, 1863
- Cyclocephala mafaffa Burmeister, 1847
- Cyclocephala melanocephala (Fabricius, 1775)
- Cyclocephala miamiensis Howden & Endrödi, 1966
- Cyclocephala nigricollis Burmeister, 1847
- Cyclocephala parallela (Casey, 1915)
- Cyclocephala pasadenae (Casey, 1915)
- Cyclocephala pilosicollis Saylor, 1936
- Cyclocephala puberula LeConte, 1863
- Cyclocephala regularis Casey, 1915
- Cyclocephala sanguinicollis Burmeister, 1847
- Cyclocephala seditiosa LeConte, 1863
- Cyclocephala sinaloae Howden & Endrödi, 1966
- Cyclocephala sororia Bates, 1888
- Cyclocephala sparsa Arrow, 1902
- Cyclocephala testacea Burmeister, 1847
- Cyclocephala variabilis Burmeister, 1847
- Cyclocephala wandae Hardy, 1974

Selon Catalogue of Life (6 mars 2014) :
- Cyclocephala abrelata
- Cyclocephala acoma
- Cyclocephala aequatoria
- Cyclocephala affinis
- Cyclocephala alazonia
- Cyclocephala alexi
- Cyclocephala almitana
- Cyclocephala altamontana
- Cyclocephala alutacea
- Cyclocephala alvarengai
- Cyclocephala amazona
- Cyclocephala amblyopsis
- Cyclocephala ampliata
- Cyclocephala amplitarsis
- Cyclocephala anibali
- Cyclocephala annamariae
- Cyclocephala aravaipensis
- Cyclocephala arenosa
- Cyclocephala arnaudi
- Cyclocephala arrowiana
- Cyclocephala atricapilla
- Cyclocephala atriceps
- Cyclocephala atricolor
- Cyclocephala atripes
- Cyclocephala barrerai
- Cyclocephala batesi
- Cyclocephala bella
- Cyclocephala berti
- Cyclocephala bicolor
- Cyclocephala bicolorata
- Cyclocephala bimaculata
- Cyclocephala binotata
- Cyclocephala bleuzeni
- Cyclocephala boliviana
- Cyclocephala bollei
- Cyclocephala borburatae
- Cyclocephala borealis
- Cyclocephala boucheri
- Cyclocephala boulardi
- Cyclocephala brasiliana
- Cyclocephala brevipennis
- Cyclocephala brevis
- Cyclocephala brittoni
- Cyclocephala burmeisteri
- Cyclocephala caelestis
- Cyclocephala camachicola
- Cyclocephala capitata
- Cyclocephala carbonaria
- Cyclocephala cardini
- Cyclocephala carinatipennis
- Cyclocephala carlsoni
- Cyclocephala cartwrighti
- Cyclocephala casanova
- Cyclocephala castanea
- Cyclocephala castaniella
- Cyclocephala caussaneli
- Cyclocephala cearae
- Cyclocephala celata
- Cyclocephala chalumeaui
- Cyclocephala chera
- Cyclocephala chiquita
- Cyclocephala colasi
- Cyclocephala collaris
- Cyclocephala comata
- Cyclocephala compacta
- Cyclocephala complanata
- Cyclocephala concolor
- Cyclocephala confusa
- Cyclocephala conspicua
- Cyclocephala contraria
- Cyclocephala coriacea
- Cyclocephala couturieri
- Cyclocephala crassa
- Cyclocephala crepuscularis
- Cyclocephala cribrata
- Cyclocephala cubana
- Cyclocephala curta
- Cyclocephala dalensi
- Cyclocephala danforthi
- Cyclocephala deceptor
- Cyclocephala decorella
- Cyclocephala defecta
- Cyclocephala deltoides
- Cyclocephala dichroa
- Cyclocephala dilatata
- Cyclocephala diluta
- Cyclocephala discicollis
- Cyclocephala discolor
- Cyclocephala dispar
- Cyclocephala distincta
- Cyclocephala divaricata
- Cyclocephala dolichotarsa
- Cyclocephala dominicana
- Cyclocephala dominicensis
- Cyclocephala duodecimpunctata
- Cyclocephala durantonorum
- Cyclocephala dyscinetoides
- Cyclocephala emarginata
- Cyclocephala endroedii
- Cyclocephala endroedy-youngai
- Cyclocephala enigma
- Cyclocephala epistomalis
- Cyclocephala ergastuli
- Cyclocephala erotylina
- Cyclocephala falsa
- Cyclocephala fankhaeneli
- Cyclocephala fasciolata
- Cyclocephala ferruginea
- Cyclocephala figurata
- Cyclocephala flavipennis
- Cyclocephala flavoscutellaris
- Cyclocephala flora
- Cyclocephala forcipulata
- Cyclocephala forsteri
- Cyclocephala freudei
- Cyclocephala freyi
- Cyclocephala fulgurata
- Cyclocephala fulvipennis
- Cyclocephala fusiformis
- Cyclocephala gabaldoni
- Cyclocephala genieri
- Cyclocephala gigantea
- Cyclocephala goetzi
- Cyclocephala gravis
- Cyclocephala gregaria
- Cyclocephala guaguarum
- Cyclocephala guianae
- Cyclocephala guttata
- Cyclocephala guycolasi
- Cyclocephala halffteriana
- Cyclocephala hardyi
- Cyclocephala hartmannorum
- Cyclocephala helavai
- Cyclocephala herteli
- Cyclocephala hiekei
- Cyclocephala hielkemaorum
- Cyclocephala hirsuta
- Cyclocephala hirta
- Cyclocephala histrionica
- Cyclocephala holmbergi
- Cyclocephala howdenannae
- Cyclocephala husingi
- Cyclocephala iani
- Cyclocephala immaculata
- Cyclocephala inca
- Cyclocephala insulicola
- Cyclocephala isabellina
- Cyclocephala isthmiensis
- Cyclocephala italoi
- Cyclocephala jalapensis
- Cyclocephala jauffreti
- Cyclocephala kahanoffae
- Cyclocephala kaszabi
- Cyclocephala kechua
- Cyclocephala knobelae
- Cyclocephala krombeini
- Cyclocephala kuntzeniana
- Cyclocephala labidion
- Cyclocephala lachaumei
- Cyclocephala laevis
- Cyclocephala lamarcki
- Cyclocephala laminata
- Cyclocephala larssoni
- Cyclocephala latericia
- Cyclocephala latipennis
- Cyclocephala latreillei
- Cyclocephala lecourti
- Cyclocephala letiranti
- Cyclocephala lichyi
- Cyclocephala ligyrina
- Cyclocephala lineata
- Cyclocephala lineigera
- Cyclocephala liomorpha
- Cyclocephala literata
- Cyclocephala lizeri
- Cyclocephala longa
- Cyclocephala longicollis
- Cyclocephala longimana
- Cyclocephala longitarsis
- Cyclocephala longula
- Cyclocephala lunulata
- Cyclocephala lutea
- Cyclocephala macrophylla
- Cyclocephala maculiventris
- Cyclocephala mafaffa
- Cyclocephala magdalenae
- Cyclocephala malleri
- Cyclocephala mannheimsi
- Cyclocephala marginalis
- Cyclocephala marginicollis
- Cyclocephala marianista
- Cyclocephala marqueti
- Cyclocephala martinezi
- Cyclocephala marylizae
- Cyclocephala mathani
- Cyclocephala mecynotarsis
- Cyclocephala megalophylla
- Cyclocephala meinanderi
- Cyclocephala melanae
- Cyclocephala melanocephala
- Cyclocephala melanopoda
- Cyclocephala melolonthida
- Cyclocephala mesophylla
- Cyclocephala metrica
- Cyclocephala miamiensis
- Cyclocephala minuchae
- Cyclocephala minuta
- Cyclocephala modesta
- Cyclocephala molesta
- Cyclocephala monacha
- Cyclocephala monzoni
- Cyclocephala moreti
- Cyclocephala morphoidina
- Cyclocephala multiplex
- Cyclocephala munda
- Cyclocephala mustacha
- Cyclocephala mutata
- Cyclocephala nana
- Cyclocephala nigerrima
- Cyclocephala nigra
- Cyclocephala nigritarsis
- Cyclocephala nigrobasalis
- Cyclocephala nigropicta
- Cyclocephala niguasa
- Cyclocephala nike
- Cyclocephala nodanotherwon
- Cyclocephala notata
- Cyclocephala obscura
- Cyclocephala occipitalis
- Cyclocephala ocellata
- Cyclocephala ochracea
- Cyclocephala octopunctata
- Cyclocephala ohausiana
- Cyclocephala olivieri
- Cyclocephala ovulum
- Cyclocephala pan
- Cyclocephala panthera
- Cyclocephala paraflora
- Cyclocephala paraguayensis
- Cyclocephala parallela
- Cyclocephala pardolocarnoi
- Cyclocephala pasadenae
- Cyclocephala perconfusa
- Cyclocephala pereirai
- Cyclocephala perforata
- Cyclocephala perplexa
- Cyclocephala peruana
- Cyclocephala pichinchana
- Cyclocephala picipes
- Cyclocephala picopijola
- Cyclocephala picta
- Cyclocephala pilosa
- Cyclocephala pilosicollis
- Cyclocephala pompanoni
- Cyclocephala poncheli
- Cyclocephala porioni
- Cyclocephala prelli
- Cyclocephala prolongata
- Cyclocephala proxima
- Cyclocephala pseudoconfusa
- Cyclocephala pseudomelanocephala
- Cyclocephala puberula
- Cyclocephala pugnax
- Cyclocephala pulchra
- Cyclocephala puncticollis
- Cyclocephala putrida
- Cyclocephala pygidialis
- Cyclocephala pygidiata
- Cyclocephala quadripunctata
- Cyclocephala quatuordecimpunctata
- Cyclocephala quercina
- Cyclocephala quisqueya
- Cyclocephala rangelana
- Cyclocephala recta
- Cyclocephala regularis
- Cyclocephala robusta
- Cyclocephala rogezi
- Cyclocephala rondoniana
- Cyclocephala rorulenta
- Cyclocephala rotundipenis
- Cyclocephala rubescens
- Cyclocephala rufa
- Cyclocephala rufescens
- Cyclocephala ruficollis
- Cyclocephala rufonigra
- Cyclocephala rufovaria
- Cyclocephala rustica
- Cyclocephala saltini
- Cyclocephala sanguinicollis
- Cyclocephala santaritae
- Cyclocephala sarahae
- Cyclocephala sardadebiae
- Cyclocephala sarpedon
- Cyclocephala scarabaeina
- Cyclocephala schmitzorum
- Cyclocephala seditiosa
- Cyclocephala setosa
- Cyclocephala sexpunctata
- Cyclocephala signaticollis
- Cyclocephala similis
- Cyclocephala simillima
- Cyclocephala simulatrix
- Cyclocephala sinaloae
- Cyclocephala sinuosa
- Cyclocephala sororia
- Cyclocephala spangleri
- Cyclocephala sparsa
- Cyclocephala spilopyga
- Cyclocephala stictica
- Cyclocephala stockwelli
- Cyclocephala striata
- Cyclocephala subsignata
- Cyclocephala supernana
- Cyclocephala suturalis
- Cyclocephala sylviae
- Cyclocephala tarsalis
- Cyclocephala testacea
- Cyclocephala tetrica
- Cyclocephala tidula
- Cyclocephala toulgoeti
- Cyclocephala tridentata
- Cyclocephala tronchonii
- Cyclocephala tucumana
- Cyclocephala tutilina
- Cyclocephala tylifera
- Cyclocephala unamas
- Cyclocephala undata
- Cyclocephala unidentata
- Cyclocephala variabilis
- Cyclocephala varians
- Cyclocephala variipenis
- Cyclocephala variolosa
- Cyclocephala verticalis
- Cyclocephala vestita
- Cyclocephala vidanoi
- Cyclocephala vidua
- Cyclocephala villosa
- Cyclocephala vincentiae
- Cyclocephala vinosa
- Cyclocephala virgo
- Cyclocephala viridis
- Cyclocephala vittoscutellaris
- Cyclocephala wandae
- Cyclocephala warneri
- Cyclocephala weidneri
- Cyclocephala williami
- Cyclocephala zischkai
- Cyclocephala zodion
- Cyclocephala zurstrasseni

### Bases de référence
- (en) Catalogue of Life : Cyclocephala Dejean, 1821 (consulté le 13 décembre 2020)
- (fr + en) ITIS : Cyclocephala  Dejean, 1821 (consulté le 6 mars 2014)
- (en) NCBI : Cyclocephala (taxons inclus) (consulté le 6 mars 2014)
- (en) Tree of Life Web Project : Cyclocephala (consulté le 6 mars 2014)

### Autres liens externes
- (en) Brett Ratcliffe, Cyclocephala dans  Generic Guide to New World Beetles. University of Nebraska State Museum - Division of Entomology. 2012.